# Josef Košťálek
Josef Košťálek (Kladno, 31 d'agost de 1909 - 21 de novembre de 1971) fou un futbolista txec de les dècades de 1930 i 1940.
Fou 43 cops internacional amb la selecció de Txecoslovàquia, amb la qual participà en els Mundials de 1934 i 1938. Pel que fa a clubs, defensà els colors de l'Sparta Praga.